# نیایش مغان

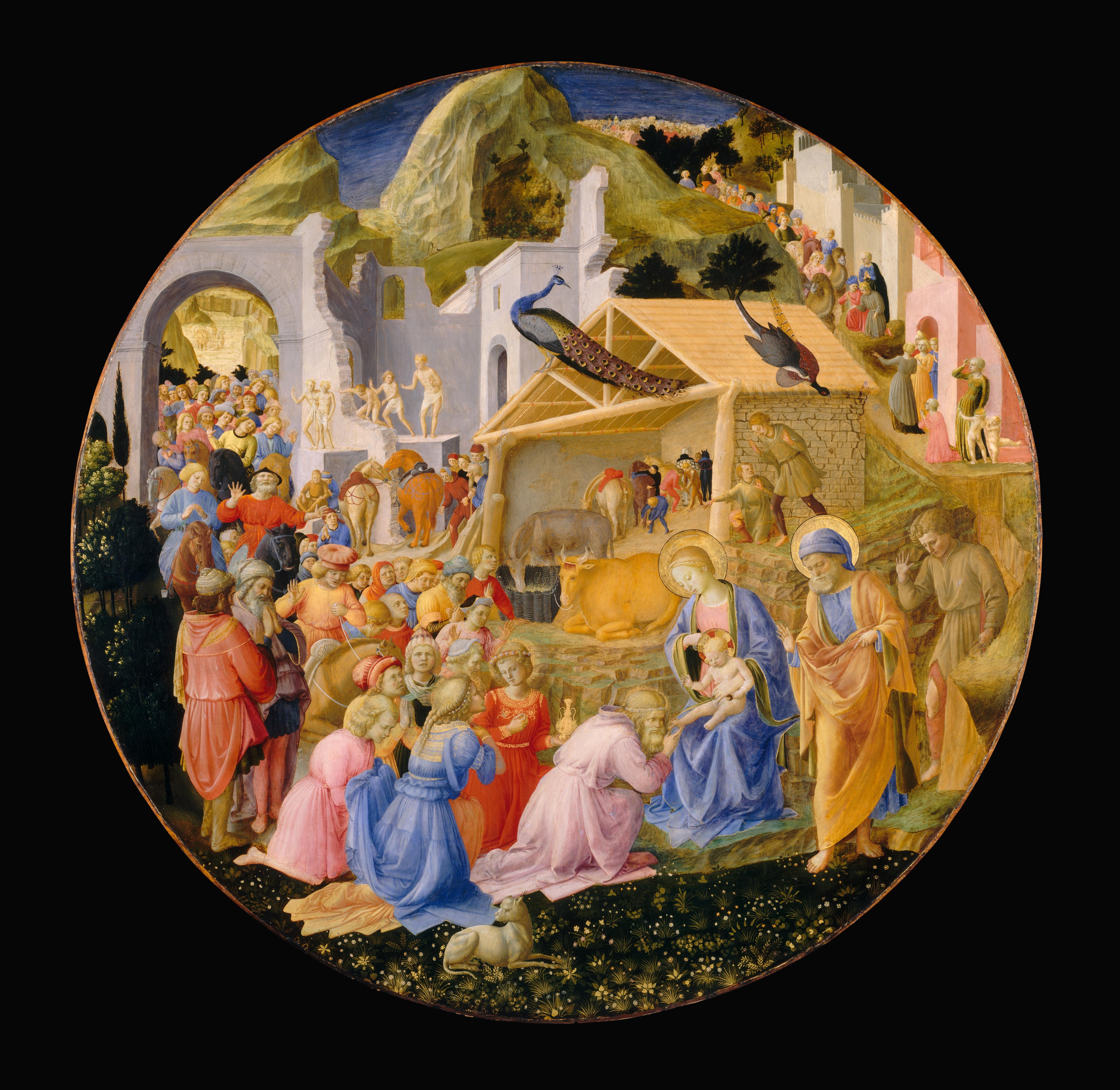
نگاره‌ای از نیایش سه مغ بر بالین عیسی مسیح اثر فرا آنجلیکو

نیایش مُغان مجموعهٔ نقاشی‌هایی است که هنرمندان مسیحی از حضور سه مغ بر بالین مسیح پس از تولد او می‌پردازند. از این نقاشی‌ها با عنوانی چون بشارت به وسیلهٔ ستارهٔ معجزنشان، نیایش مجوسان یا سه پادشاه مشرق نام برده می‌شود.

## نگارخانه

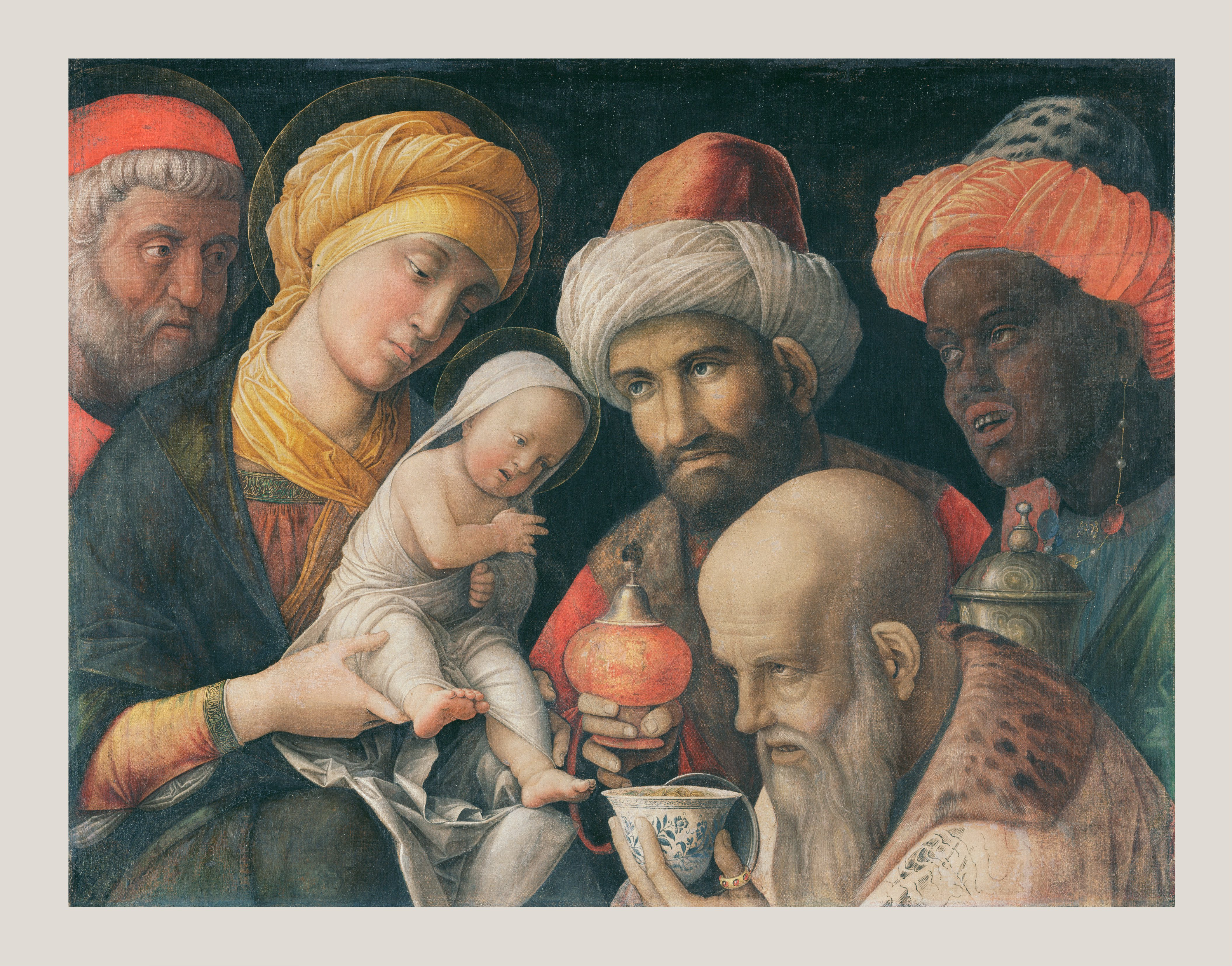
نیایش مغان بین ۱۴۹۵ تا ۱۵۰۵ م. اثر آندرئا مانتنیا موزه جی. پال گتی
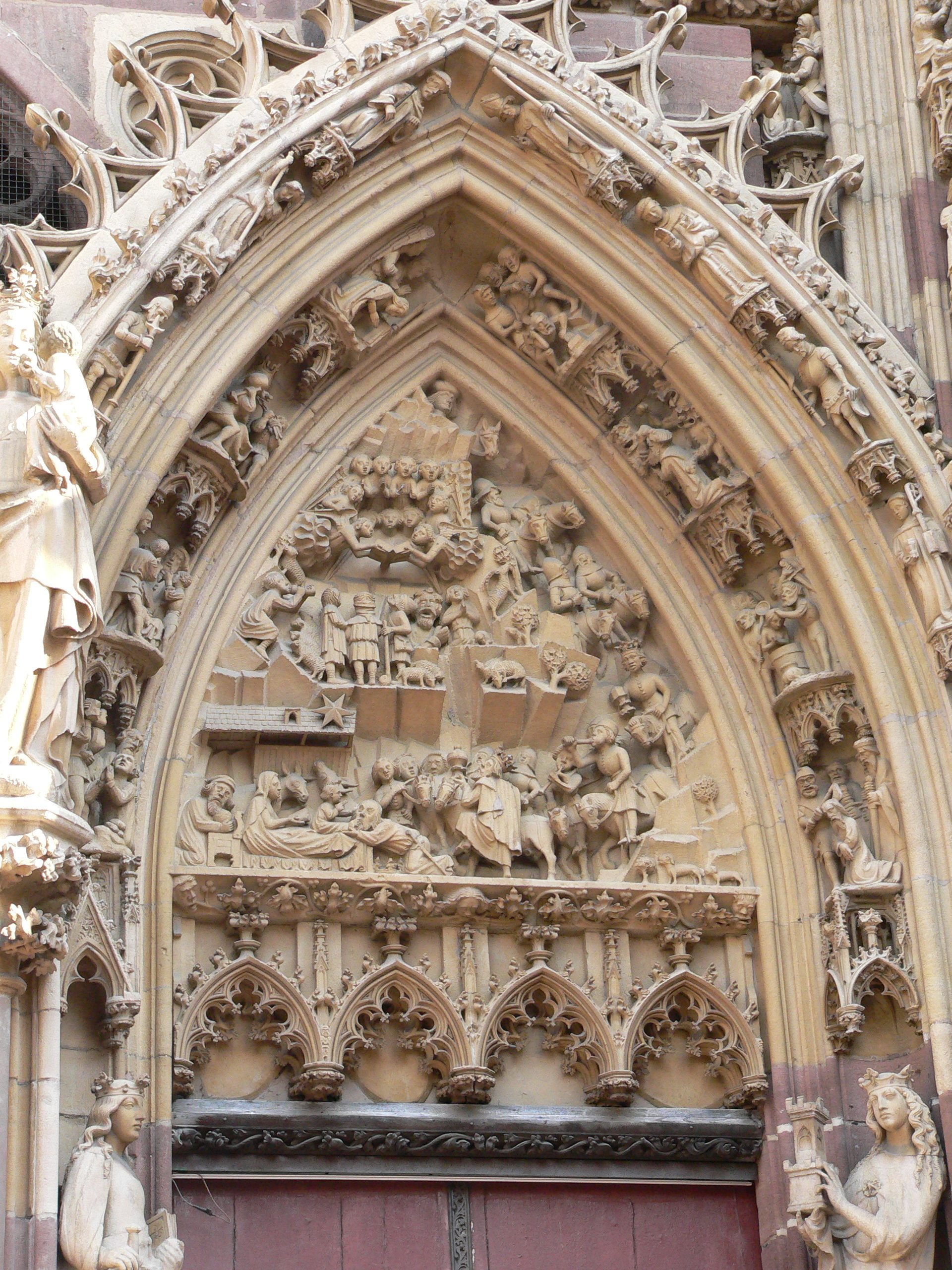
Saint-Thiébaut Church, Thann, حدود ۱۴۰۰
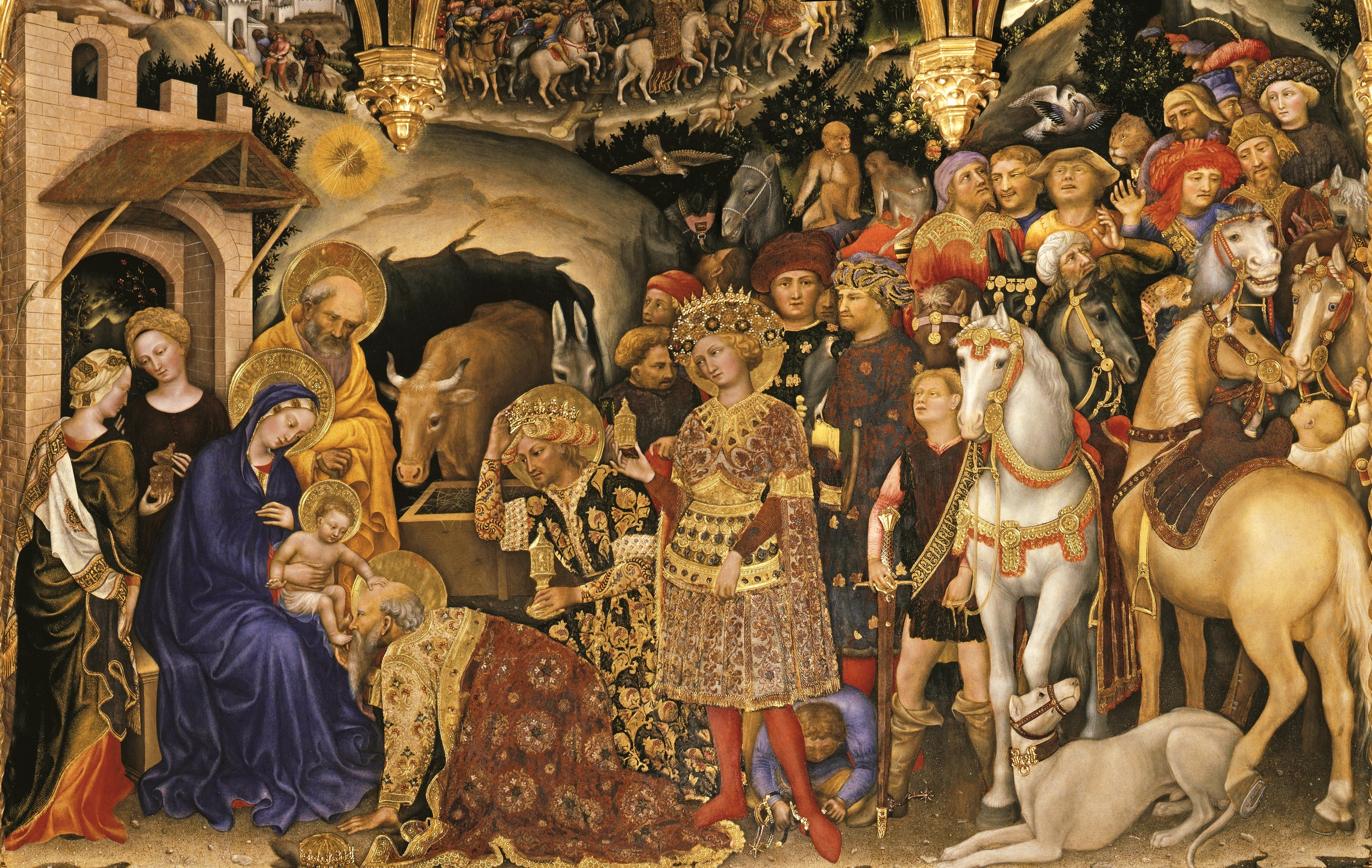
Gentile da Fabriano, 1423
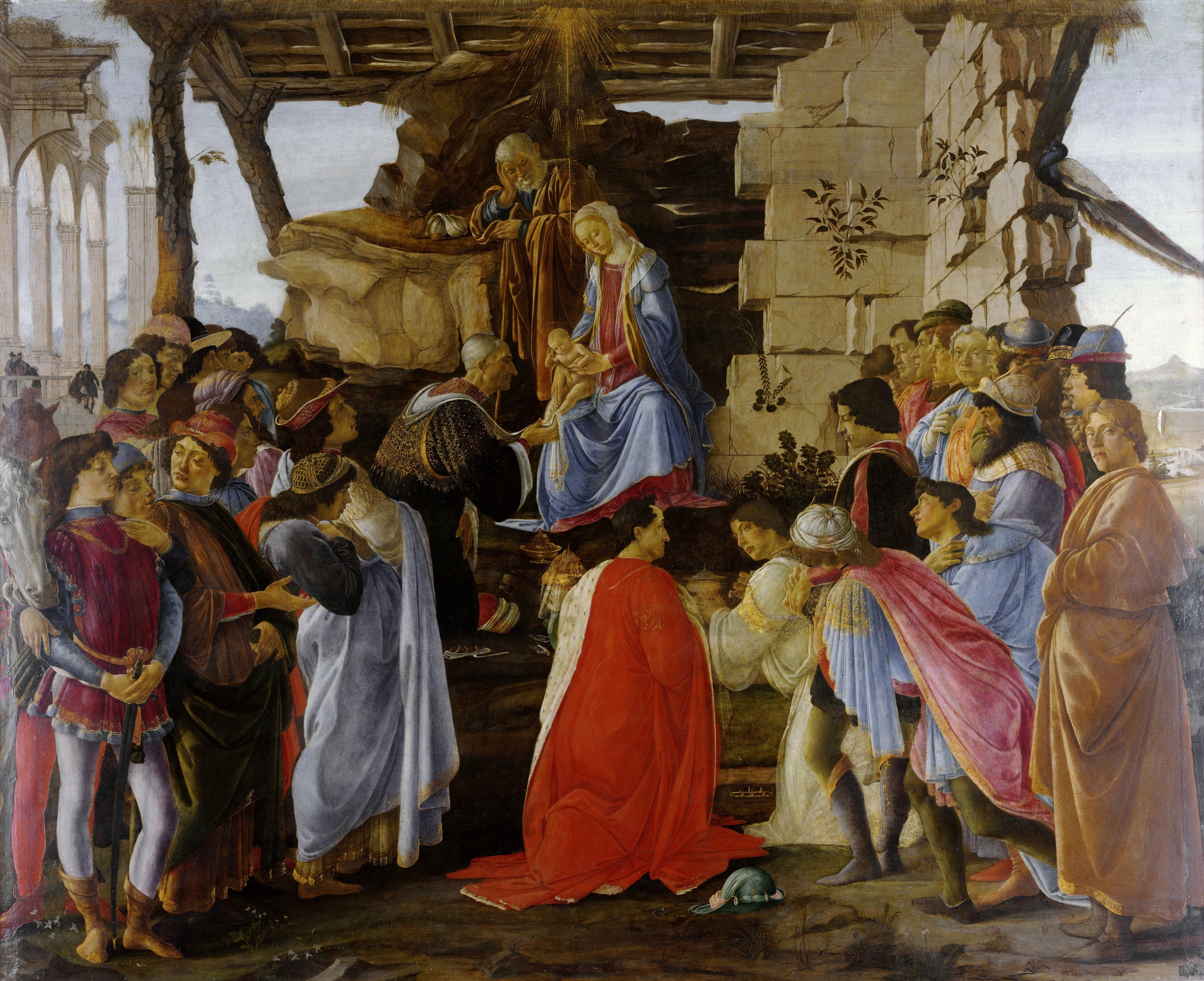
ساندرو بوتیچلی،  ۱۴۷۵
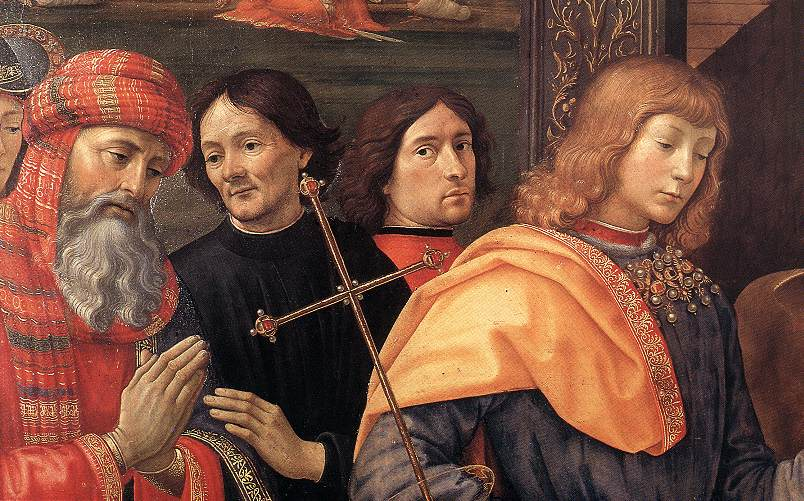
دومنیکو گرلاندایو،  ۱۴۸۸
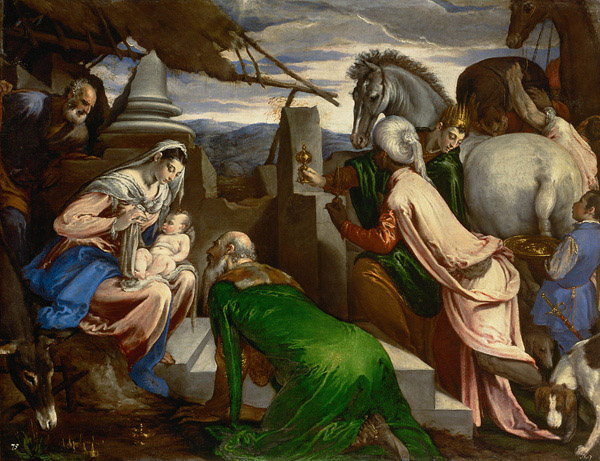
Jacopo da Ponte, 1563-1564
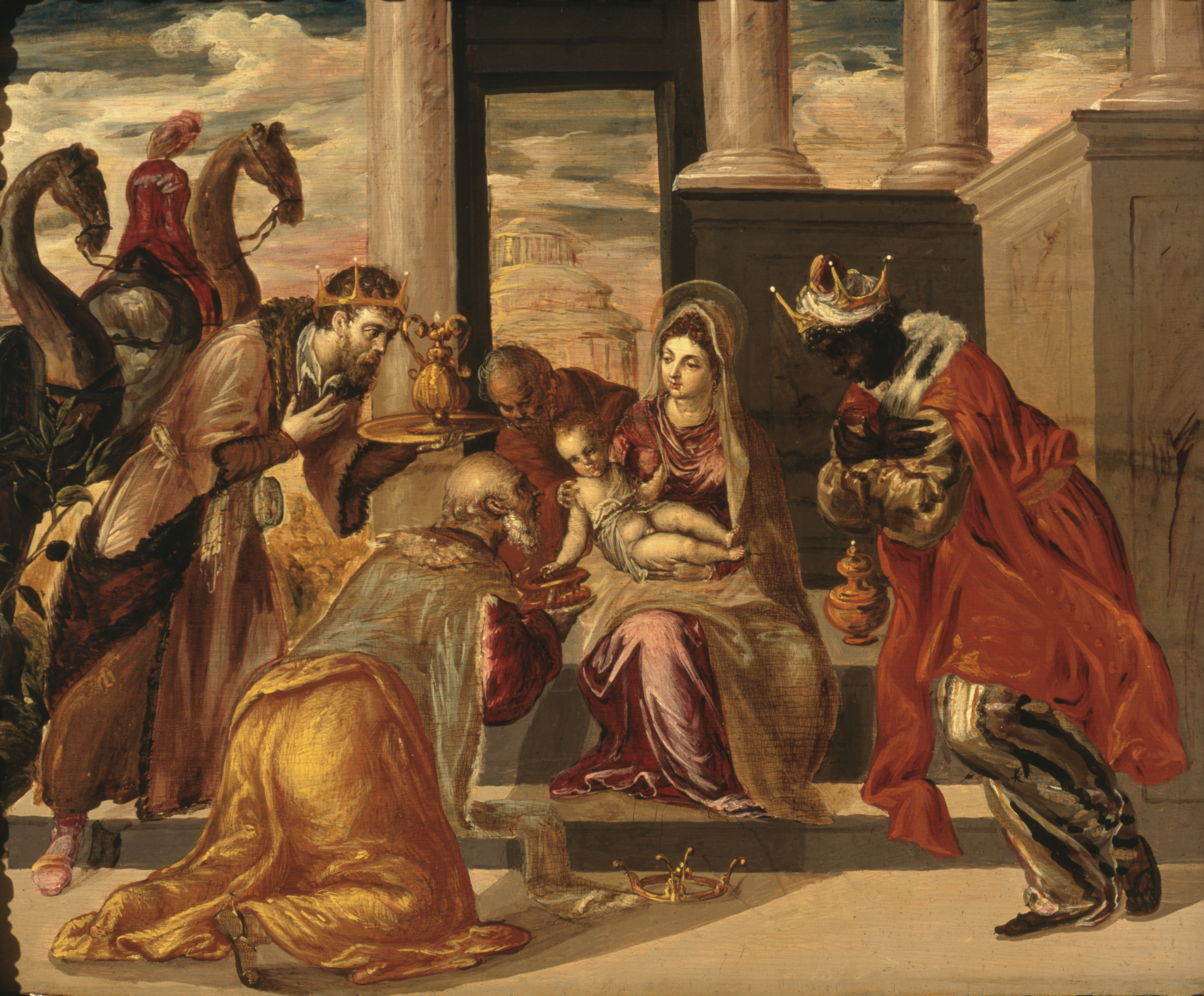
ال گرکو،  ۱۵۶۸
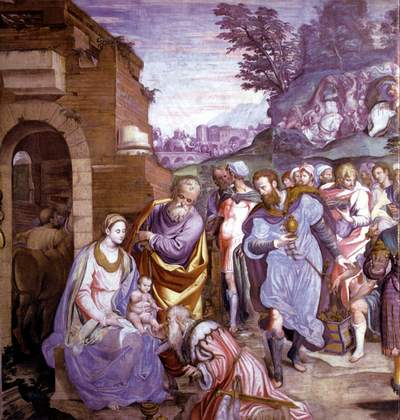
Simone Peterzano, قرن شانزدهم
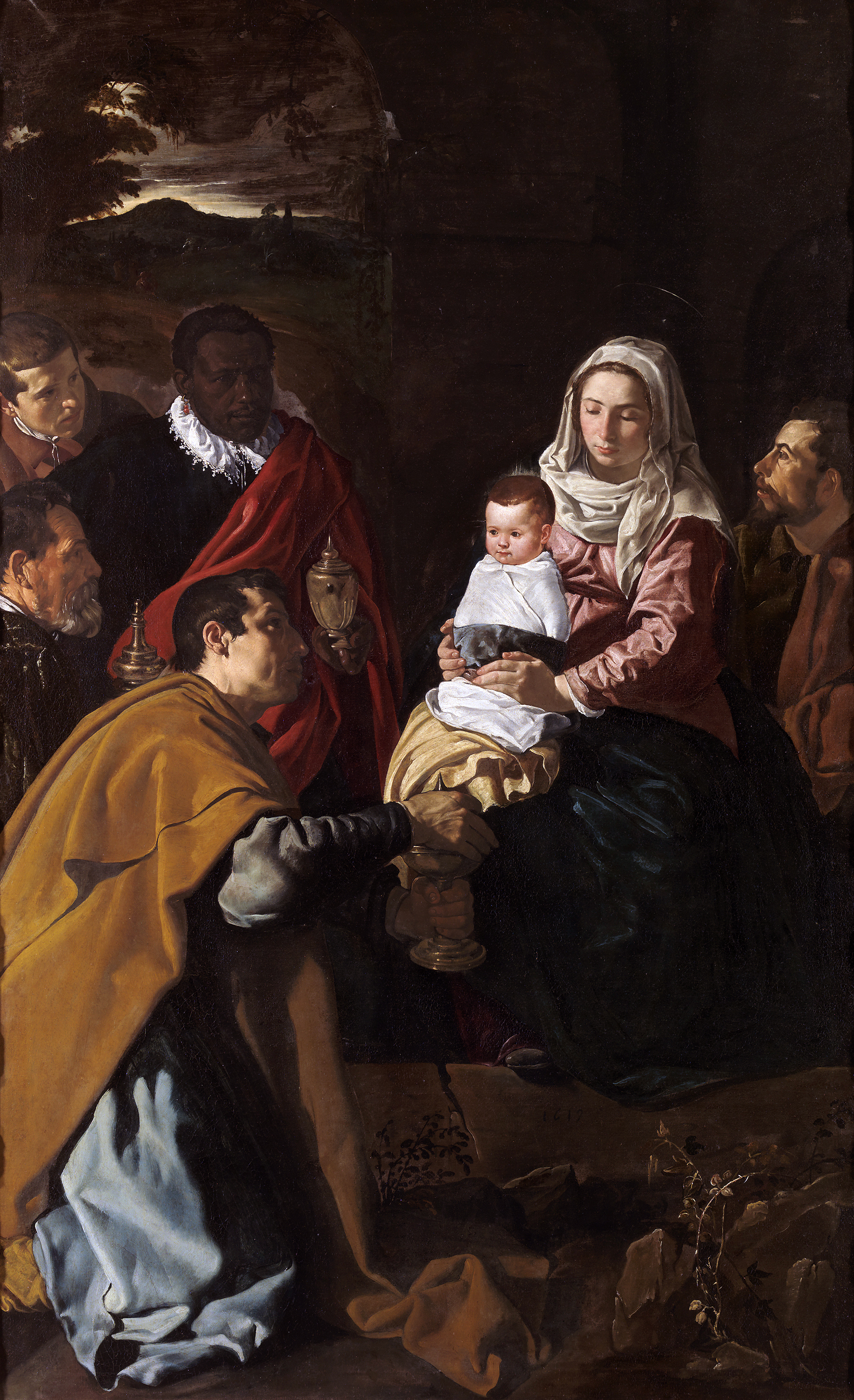
دیه‌گو ولاسکز،  ۱۶۱۹
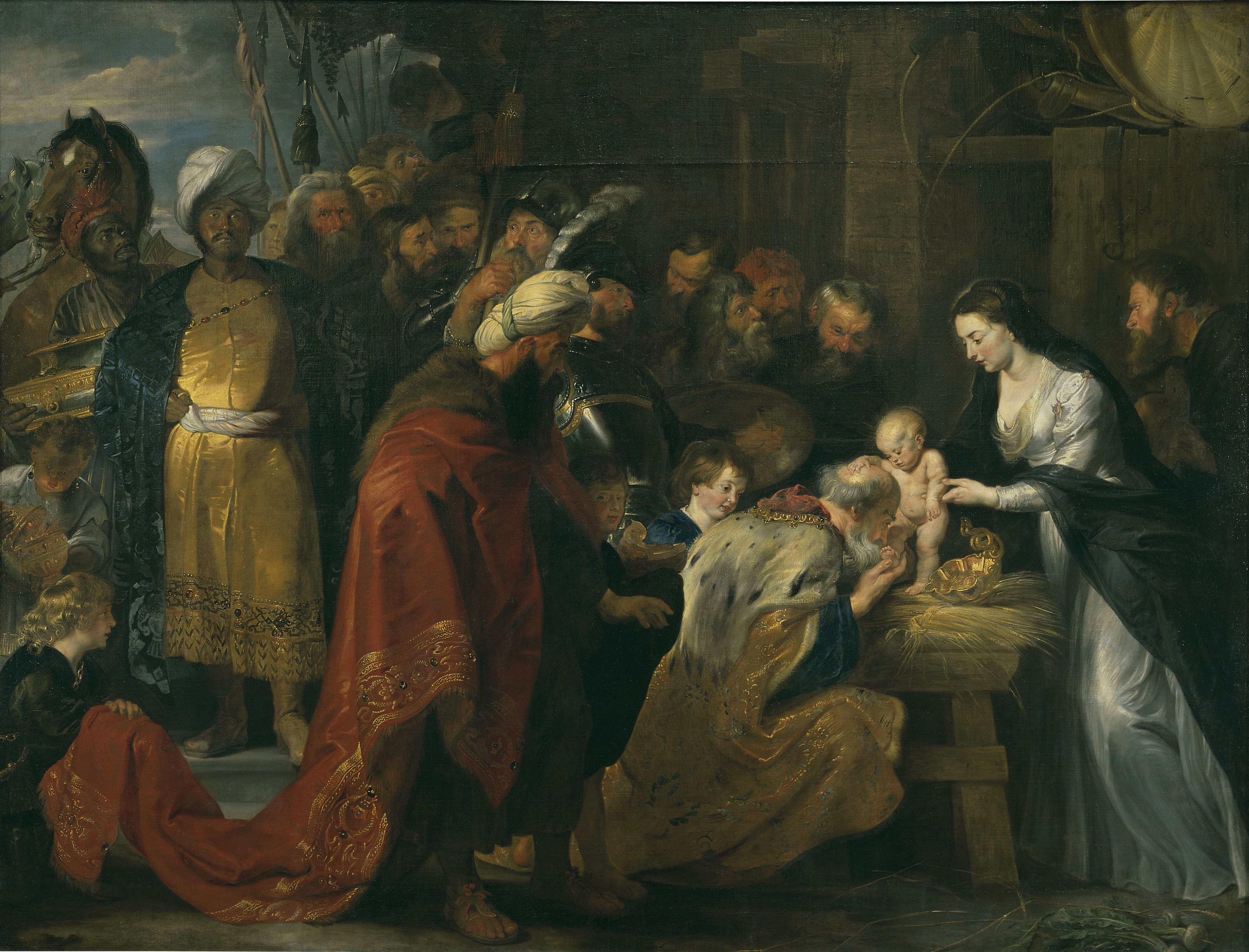
پیتر پل روبنس،  c1617-18
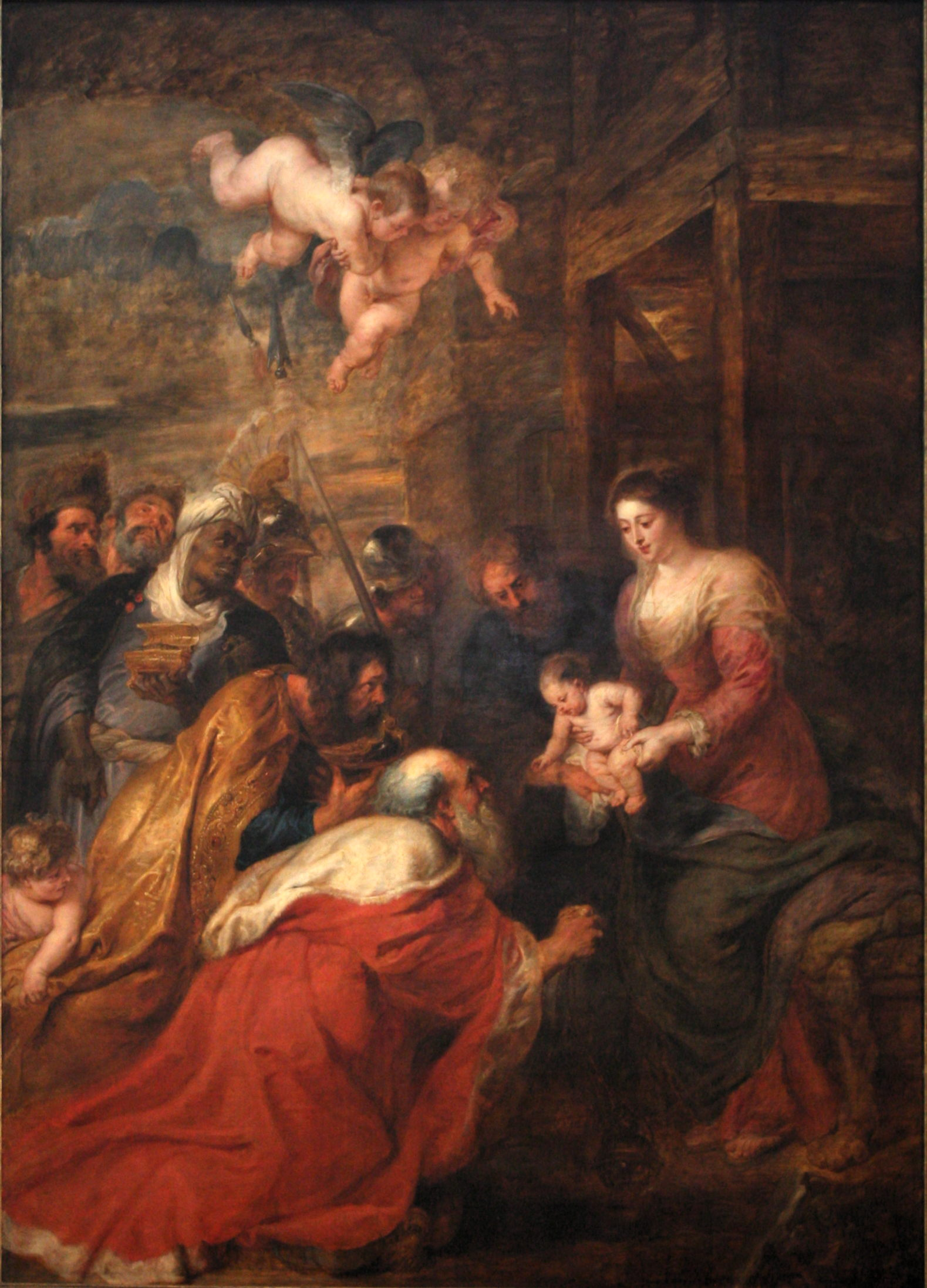
پیتر پل روبنس،  ۱۶۳۴
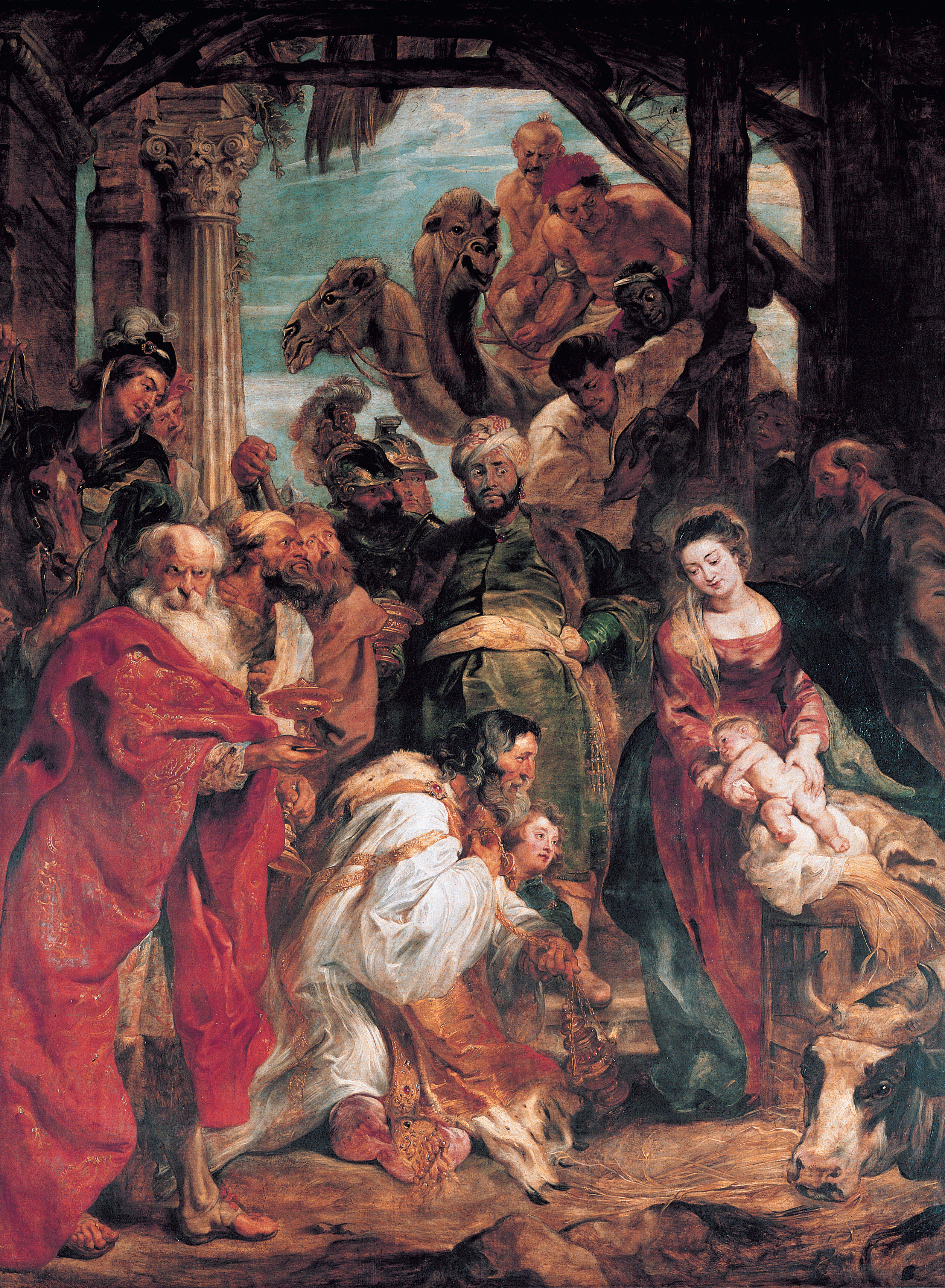
پیتر پل روبنس،  قرن هفدهم
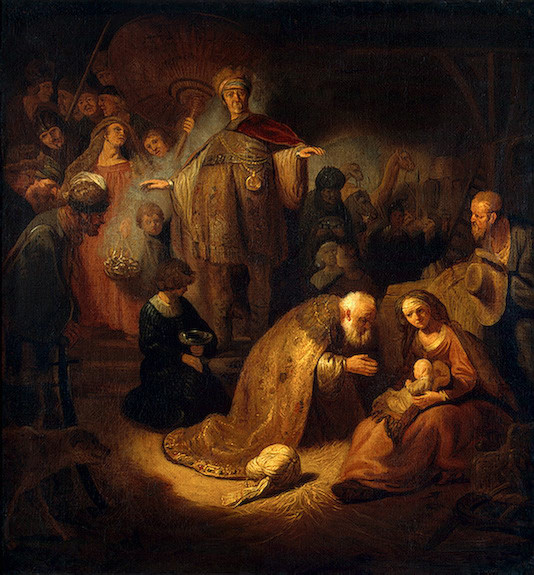
رامبرانت، ۱۶۳۲
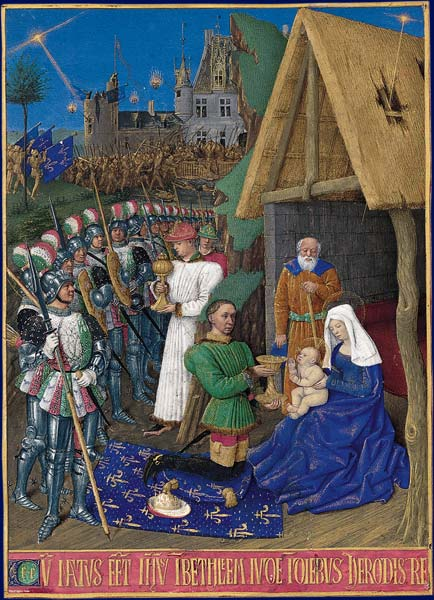
ژان فوکه (یکی از مغ‌ها، شارل هفتم است)
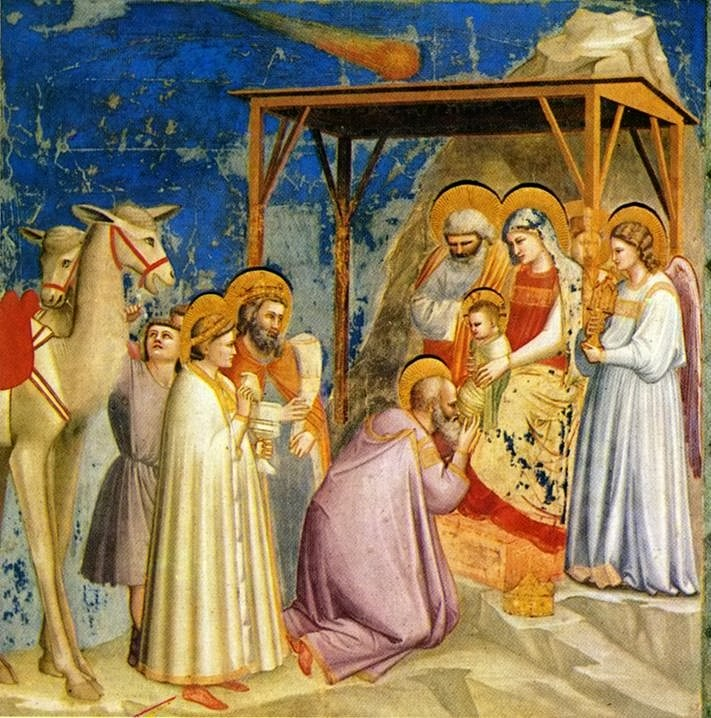
نیایس مغان، جوتو دی بوندونه
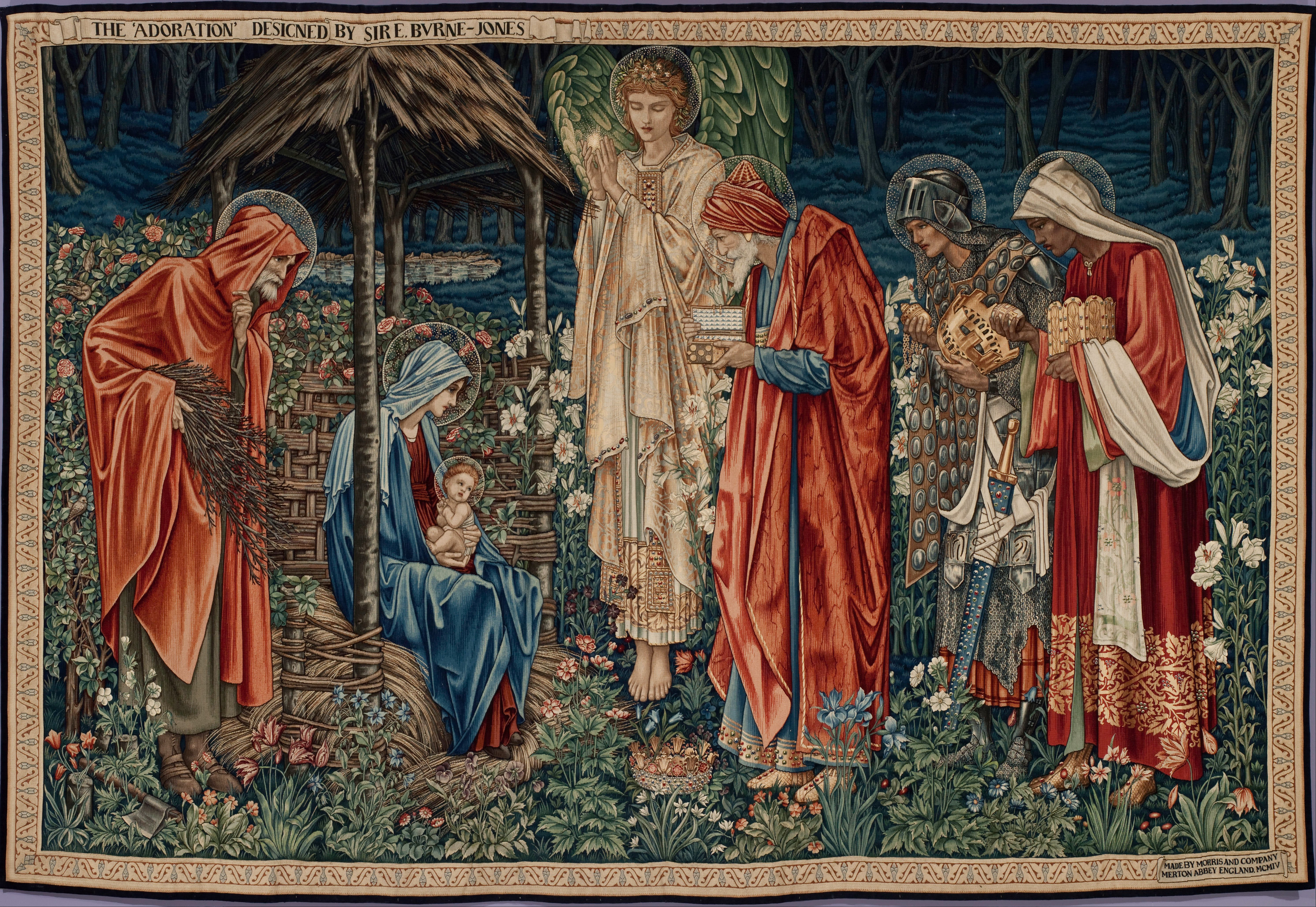
Morris & Co. tapestry, 1888–1894
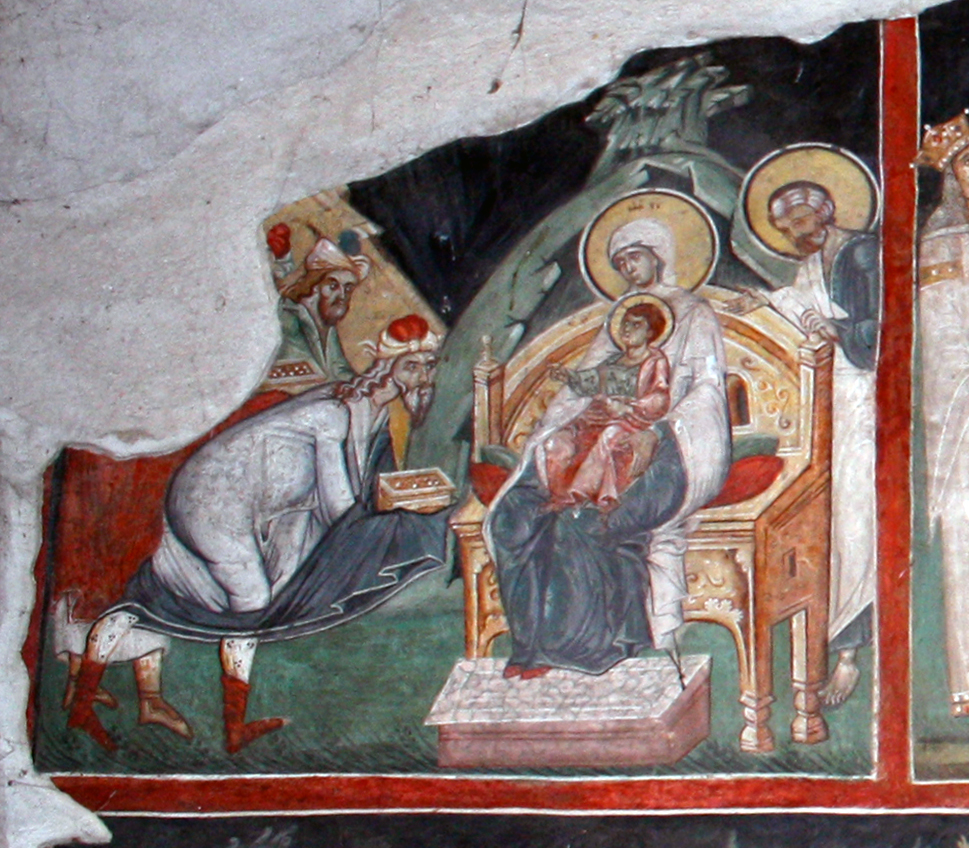
نیایش مغان. قطعه‌ای از نقاشی دیواری قرون وسطایی، Kremikovtsi Monastery
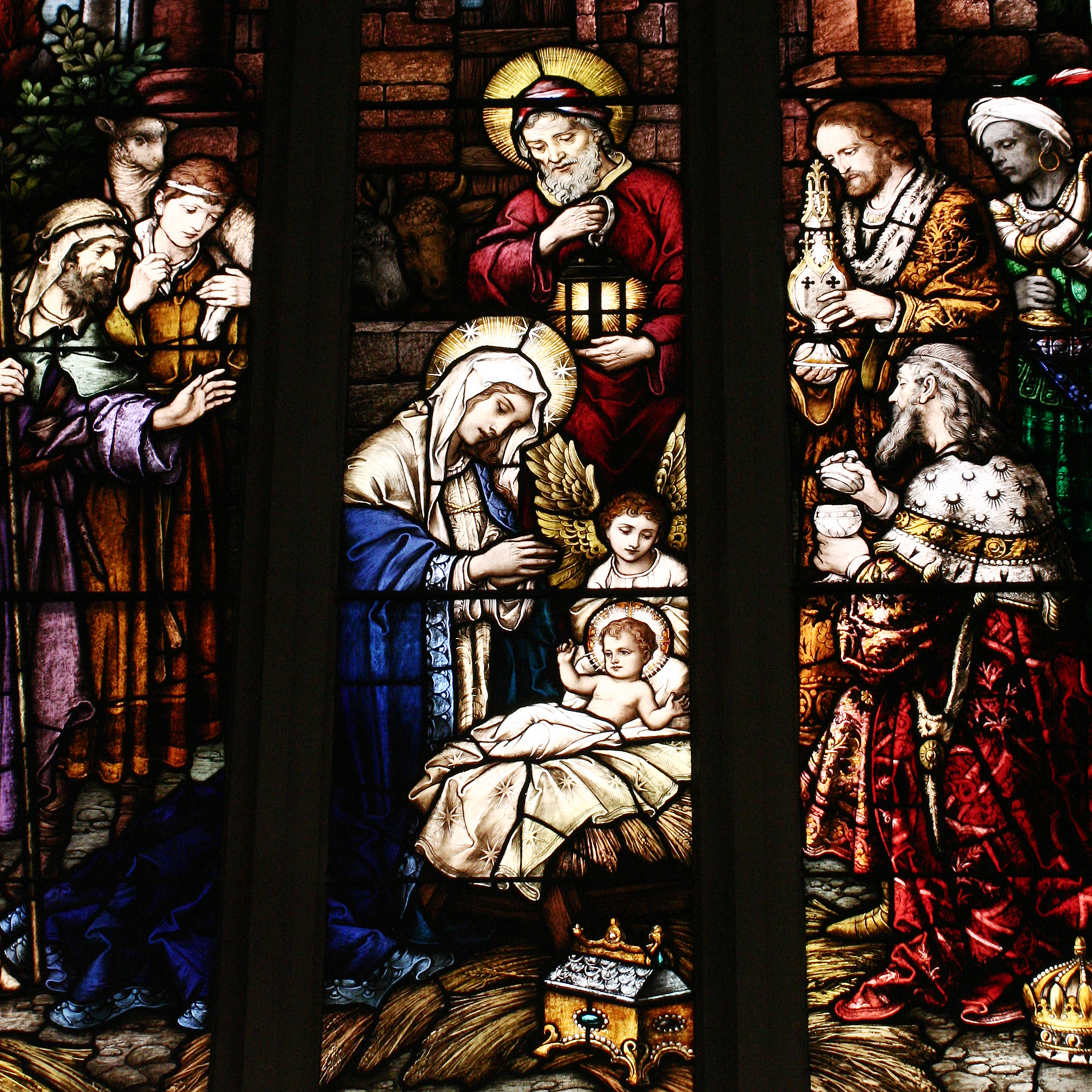
نقاشی روی شیشهٔ کلیسای جامع سنت مایکل (تورنتو)
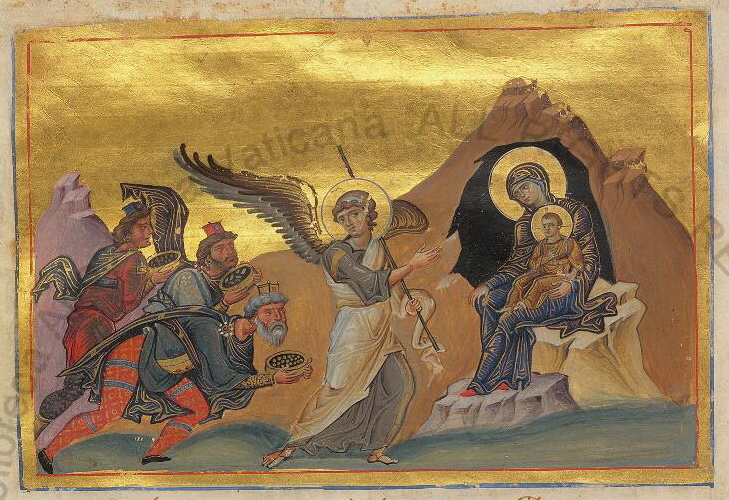
مینیاتوری از منولوژی باسیل دوم (c. 1000 AD)